# Dexter (Kentucky)
Dexter es un lugar designado por el censo ubicado en el condado de Calloway en el estado estadounidense de Kentucky. En el Censo de 2010 tenía una población de 277 habitantes y una densidad poblacional de 194,46 personas por km².

## Geografía
Dexter se encuentra ubicado en las coordenadas 36°44′22″N 88°17′46″O / 36.73944, -88.29611. Según la Oficina del Censo de los Estados Unidos, Dexter tiene una superficie total de 1.42 km², de la cual 1.42 km² corresponden a tierra firme y (0%) 0 km² es agua.

## Demografía
Según el censo de 2010, había 277 personas residiendo en Dexter. La densidad de población era de 194,46 hab./km². De los 277 habitantes, Dexter estaba compuesto por el 97.83% blancos, el 0.72% eran afroamericanos, el 0% eran amerindios, el 0% eran asiáticos, el 0% eran isleños del Pacífico, el 0% eran de otras razas y el 1.44% pertenecían a dos o más razas. Del total de la población el 0.72% eran hispanos o latinos de cualquier raza.